# 川満アート・テイメント
川満アート・テイメント株式会社（英: Kawamitsu Arttainment Inc.）は、神奈川県川崎市に本社を置く、音楽プロデュースやアーティスト、ファッションデザイナー、モデル、声優、画家、作家のマネジメントを行う会社、及びアカデミー。略称はKAT。代表取締役は同社所属グループ『bless4』のリーダー・川満スティーブ証。

## 沿革
2000年代
- 2006年5月25日、アルバム『His Love』を川満ファミリー名義でリリース。
- 2006年12月1日、AKASHIを代表として、神奈川県川崎市に個人事務所『川満アート・テイメント』を創業。2010年3月1日、設立[2]。
- 2009年5月20日、所属アーティストであるAKINO from bless4が「創聖のアクエリオン」でJASRAC賞・銀賞を受賞[3]。

2010年代
- 2011年3月、自社レコードレーベル『KAWAMITSU RECORDS』開設[4]。
- 2012年2月、Kawamitsu Arttainment 公式YouTubeチャンネル開設[5]。
- 2014年3月、エンターテインメントアカデミー『アスレチック・ミュージック』開校[6]。
- 2018年8月18日、川満アート・テイメント主催『第1回 AM AUDITION』開催[7]。

2020年代
- 2020年8月、川満アート・テイメント公式X（旧Twitter）開設（@KATainment）。
- 2020年10月、YouTube番組『KAT-TV』放送開始。同時に柿生ローカルヒーロー『カキライザー』プロジェクト始動[8]。
- 2023年3月7日、川満アート・テイメントが『かわさきSDGsゴールドパートナー』の認証を受ける[9]。

## 所属タレント
※表記は50音順とする

### グループ
- AKINO with bless4
- AMW[注 1]
- 川満ファミリー[注 2]
- VΣ8
- bless4

### 男性アーティスト
- AKASHI from bless4
- Satoru

### 女性アーティスト
- AKINO from bless4
- KANASA from bless4

### 芸術家
- HARU川満[注 3]

### ヒーロー
- カキライザー
- 闇ライザー
- SEIGI NO MIKATA（プロデュース）

### マネジメント部門
- YOSHI川満[注 4]

### 過去に所属していたアーティスト
- AIKI

## 作品
| #   | 発売           | タイトル             | 規格 | オリコン 最高位 | 名義           |
| --- | -------------- | -------------------- | ---- | --------------- | -------------- |
| 1st | 2006年5月25日  | His Love             | CD   | オリコン未集計  | 川満ファミリー |
| 2nd | 2009年12月31日 | On The Wings of Love | CD   | オリコン未集計  | 川満ファミリー |

## 製作番組

### ドラマ
- 柿生の戦士 カキライザー（未定）

### YouTube
- KAT-TV（2020年10月 - 2023年12月）

## エンターテインメント・アカデミー
- アスレチック・ミュージック[10]

## 自社レーベル
- KAWAMITSU RECORDS[11]

## 自社スタジオ
- bless4スタジオ
- スタジオH・A・R・U

## ファンクラブ運営
『YTTコミュニティ』
bless4公式コミュニティ

## 主催イベント
| 開催年        | タイトル              | 出演アーティスト                           | 会場           |
| ------------- | --------------------- | ------------------------------------------ | -------------- |
| 2025年3月30日 | KAT 100 Project FINAL | bless4 AMW カキライザー SEIGI NO MIKATA 他 | bless4スタジオ |

- AKINO's Fashion Collection【AKI-コレ】（2014年 - ）
- KAT創立記念イベント（2018年 - ）[12][13]
- カキライザー ヒーローショー（2021年 - ）
- 服の交換会 from KAT（2022年 - ）

## AMオーディション
- 第1回 - 2018年8月18日開催[7]
- 第2回 - 2019年11月2日開催[14]
- アニソンアイドルプロジェクト（2023年5 - 7月開催）[15]

## 受賞
- かわさきSDGsゴールドパートナー認証（2023年）[9]